# 鹿児島市民文化ホール
鹿児島市民文化ホール（かごしましみんぶんかホール）は、鹿児島県鹿児島市与次郎二丁目にあるコンサートホールである。運営は、(公財)かごしま教育文化振興財団が行っている。1983年（昭和58年）2月6日に開館。

## 沿革
- 1982年5月　起工。
- 1983年2月6日　開館。
- 2006年12月　第1ホール舞台設備改修工事実施（2007年3月まで）。
- 2007年12月　第2ホール舞台設備改修工事実施（2008年3月まで）。
- 2008年12月　市民ホール舞台設備改修工事実施（2009年3月まで）。
- 2019年12月　川商ハウスがネーミングライツ契約を締結。期間は2024年度まで。契約金は年額2000万円（消費税等別）。川商ホールは2020年4月より使用される[1]。

## ホール

### 第1ホール
概要
- 舞台　間口20m、奥行き19.5m、高さ9m、プロセニアム型式
- 客席　1,990席
- 車椅子席　8席

附属施設
- 親子室
- 楽屋　6部屋

### 第2ホール
概要
- 舞台　間口16m、奥行き17.8m、高さ7.8m、プロセニアム型式
- 客席　952席
- 車椅子席　6席

附属施設
- 親子室
- 楽屋　6部屋

### 市民ホール
概要
- 舞台　間口9.13m、奥行き5.41m、高さ3m、プロセニアム型式
- 客席　400席（全席移動型）

附属施設
- 楽屋　2部屋

## その他施設
- 練習室
  - 大練習室
  - 中練習室
  - 小練習室1
  - 小練習室2
- 会議室
  - 第一会議室
  - 第二会議室
  - 和室
- 姉妹友好都市ルーム（市民ホール横にあり、国内外の姉妹友好都市を紹介するコーナー）
- 喫茶・売店

## アクセス

### 交通
- 鹿児島市営バス、鹿児島交通、「市民文化ホール前」バス停より徒歩約1分
- 有料駐車場　371台